# Maria Sidorova
Maria Igorevna Sidorova (en rus: Мари́я И́горевна Си́дорова) (Balashikha, 21 de novembre de 1979), és una jugadora d'handbol russa, que forma part de la selecció nacional russa d'handbol.
Va guanyar la medalla d'or amb l'equip rus al Campionat del món d'handbol femení de 2007, i la medalla d'argent als Jocs Olímpics d'Estiu de 2008, també amb la selecció russa. Va jugar durant onze anys al Lada Togliatti, abans de fitxar pel Zvezda Zvenigorod l'estiu de 2012.